# Rosso Padellaio

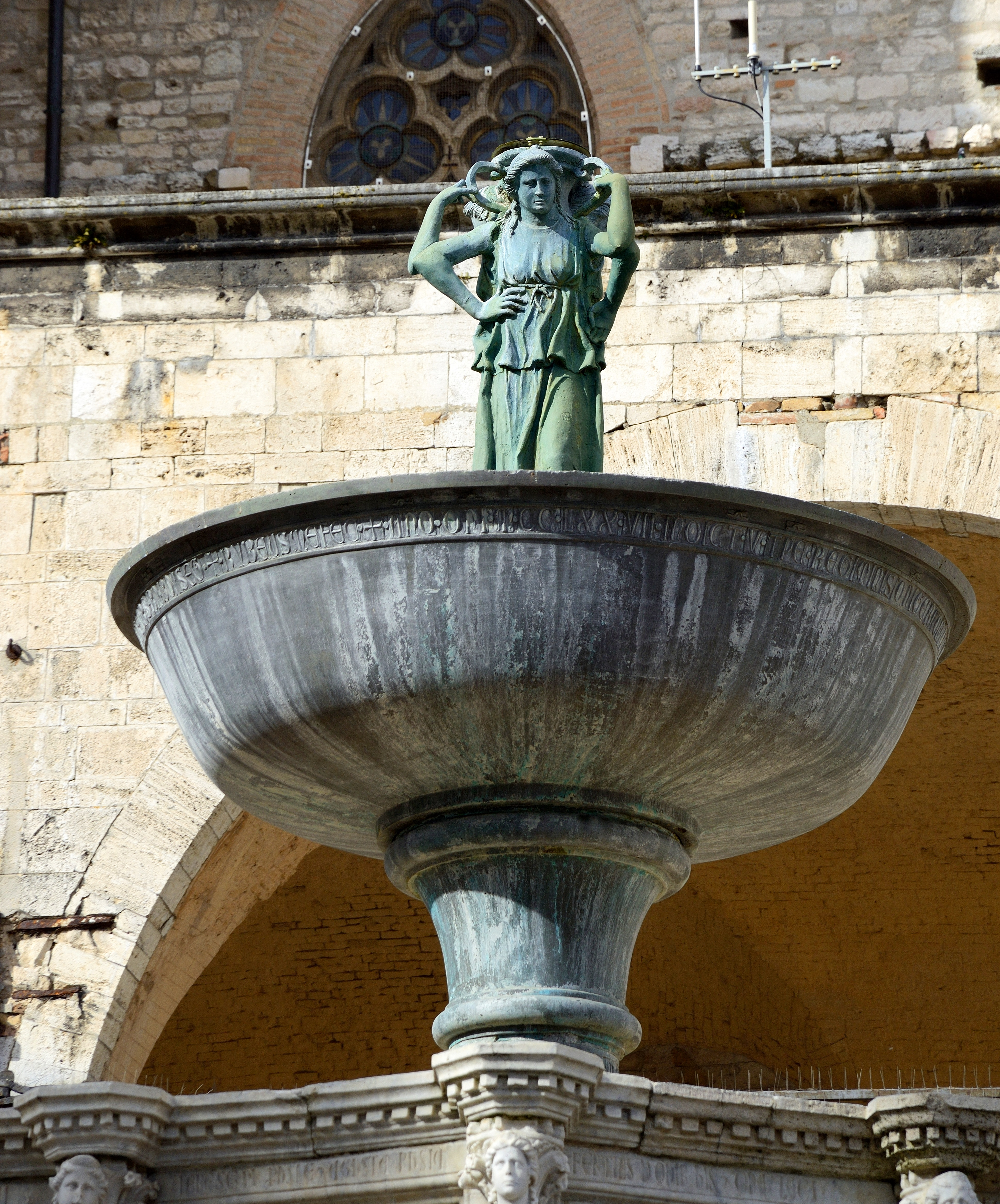
Fontana Maggiore in Perugia - Coppa di bronzo con ninfa

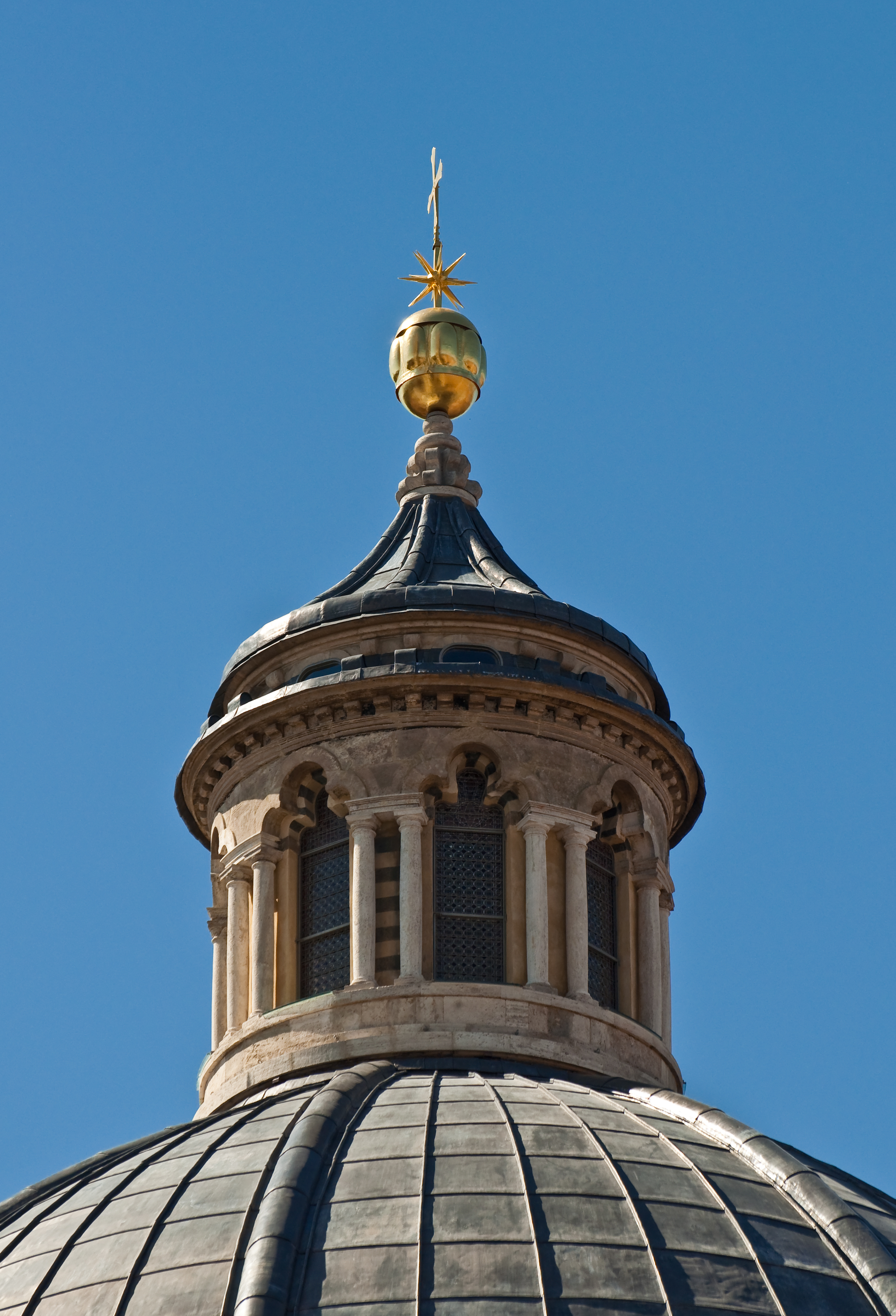
Campanile del Duomo di Siena

Rosso Padellaio, chiamato anche Rubeus, (Perugia, ... – ...; fl. XIII secolo) è stato uno scultore e fonditore italiano.

## Biografia
Rosso Padellaio nacque probabilmente a Perugia dove nel 1277 fuse la coppa di bronzo che sormonta il bacino superiore della Fontana Maggiore.
Nel 1263 realizzò la mela in bronzo dorato posta sulla sommità della cupola del Duomo di Siena.